# Ladrón de julios

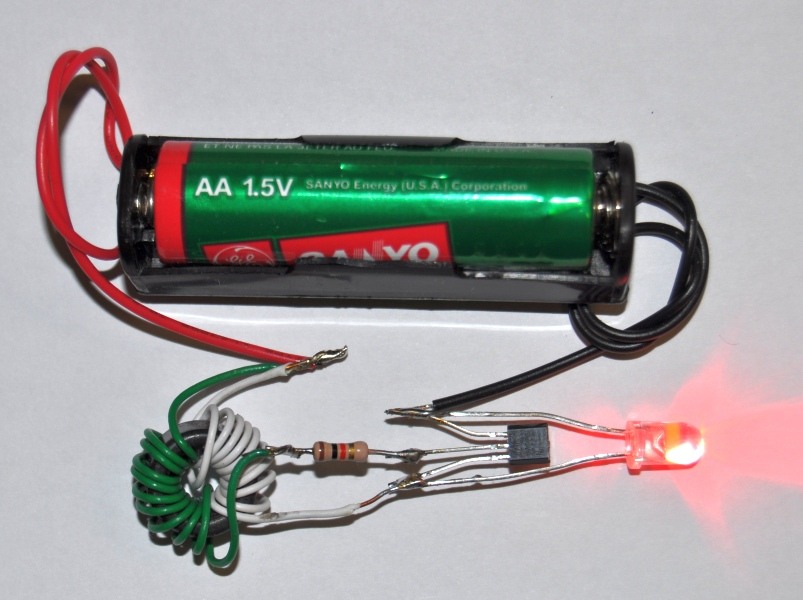
Un ladrón de julios genérico con sus partes y su conexión. El ejemplo usa un led rojo.

Un "ladrón de julios" es un sencillo circuito que permite drenar prácticamente toda la energía de una batería, mediante la amplificación del voltaje generado por ésta.
En la edición de noviembre de 1999 de Everyday Practical Electronics (EPE), Z. Kaparnik publicó un sencillo circuito que consiste en una fuente conmutada de un transistor con realimentación de transformador. Debido a su simplicidad y utilidad, el circuito se ha hecho popular con el paso del tiempo.
Este circuito también recibe el nombre de oscilador de bloqueo (blocking oscillator).